# Stanisław Piwnicki
Stanisław Piwnicki herbu Lubicz (zm. 6 sierpnia 1840) – polityk w czasach Królestwa Polskiego, w 1825 marszałek Sejmu, niechętny stronnictwu kaliszan, w latach 1821–1826 prezes Komisji Województwa Sandomierskiego, w latach 1826–1834 prezes Komisji Województwa Kaliskiego.

## Życiorys
Był synem szambelana królewskiego Dominika i Heleny z Konarskich. W 1816 mianowany komisarzem okręgu płockiego. W latach 1821–1826 pełnił funkcję prezesa Komisji Województwa Sandomierskiego. Został wybrany deputowanym na Sejm Królestwa Polskiego z II okręgu Kalisz. Mianowany w 1825 marszałkiem Sejmu jako kandydat rządowy. Jego wybór nie wzbudził entuzjazmu, gdyż nie był posłem i nie cieszył się szacunkiem w Izbie Poselskiej. Pełniąc funkcję marszałka wprowadzał w życie instrukcje rządowe i starał się utrzymywać dobre relacje z opozycją, dzięki czemu obrady przebiegały w spokojnej atmosferze. Opublikował Głos… na zakończenie sejmu w Izbie Senatorskiej dn. 13 czerwca 1825 (1825). Od 14 stycznia 1826 pełnił funkcję prezesa Komisji Województwa Kaliskiego. W czasie powstania listopadowego nominowany członkiem Komisji Potrzeb Wojska (25 stycznia 1831) i zwolniony z funkcji prezesa Komisji Województwa Kaliskiego. Po upadku powstania powrócił we wrześniu 1831 na stanowisko prezesa Komisji Województwa Kaliskiego i rozpoczął realizację polityki rusyfikacyjnej (zastępowanie symboli polskich symbolami rosyjskimi). Funkcję prezesa Komisji sprawował do 1834, następnie był pracownikiem Komisji Skarbu Królestwa Polskiego i dyrektorem Komisji Spraw Wewnętrznych. Był członkiem loży Wielki Wschód Narodowy Polski, założycielem i mistrzem loży „Ludzkość”.
Odznaczony Orderem Świętego Stanisława I klasy (1819). Zmarł 6 sierpnia 1840.